# Giovanni Battista Tiepolo
Giovanni Battista Tiepolo (5 tháng 3 năm 1696 - 20 tháng 3 năm 1770) là họa sĩ người Cộng hòa Venice, Ý, thời kỳ nghệ thuật Rococo. Ông hoạt động nghệ thuật không chỉ ở Ý mà còn ở Đức và Tây Ban Nha. Thành công từ khi bắt đầu sự nghiệp, ông đã được Michael Levey mô tả là "họa sĩ trang trí vĩ đại nhất của châu Âu thế kỷ thứ mười tám, cũng như là thợ thủ công có khả năng nhất của nó."